# Jacqueline Dewar
Jacqueline M. Dewar (née Deveny) é uma matemática estadunidense. Foi professora da Loyola Marymount University.
Obteve um Ph.D. na Universidade do Sul da Califórnia em 1973, com a tese Coincidence Theorems for Set Valued Mappings, orientada por James Dugundji.

## Livros
Dewar é co-autora com Dennis G. Zill de uma série de livros-texto de matemática versando sobre álgebra, trigonometria e cálculo. Publicou com C. Bennett e M. Fisher The scholarship of teaching and learning: A guide for scientists, engineers, and mathematicians (Oxford University Press, 2018).

## Reconhecimentos
Em 2006 a Mathematical Association of America concedeu-lhe a Deborah and Franklin Tepper Haimo Awards for Distinguished College or University Teaching of Mathematics.